# Повіт Нуката
Пові́т Нука́та (яп. 額田郡, ぬかたぐん, МФА: [nukata guɴ]) — повіт в префектурі Айті, Японія.
В результаті різноманітних консолідацій і злиттів муніципалітетів більша частина округи була включена до складу міст Окадзакі та Тойота, і тепер складається лише з міста Кота.
Станом на 1 жовтня 2019 року населення округи становило 42 200 осіб із щільністю 744 особи на км2. ЇЇ загальна площа становила 56,72 км2.